# Europska zajednica za ugljen i čelik
Europska zajednica za ugljen i čelik (skraćeno EZUČ ili engleski ECSC od European Coal and Steel Community) osnovana je Pariškim ugovorom 18. travnja 1951. sa zadaćom da od područja država članica (Belgija, Francuska, SR Njemačka, Italija, Luksemburg i Nizozemska) stvori jedinstveno tržište za ugljen i čelik. EZUČ je bila prva međunarodna organizacija koja se temeljila na načelima nadnacionalizma i njome je započeo proces formalne integracije tih zemalja koji je u konačnici doveo do stvaranja Europske unije.
Osnivanje Europske zajednice za ugljen i čelik prvi je predložio francuski ministar vanjskih poslova Robert Schuman 9. svibnja 1950. kao način da se spriječi budući rat između Francuske i Njemačke. Izjavio je da mu je cilj "učiniti rat ne samo nezamislivim, već i materijalno nemogućim" što je trebalo postići regionalnom integracijom, od čega je EZUČ bila prvi korak. Ugovor bi stvorio zajedničko tržište ugljena i čelika među državama članicama što bi neutraliziralo konkurenciju među europskim državama oko prirodnih bogatstava, osobito oko Ruhra.
Zajednicom su upravljale četiri institucije: Visoko tijelo Europske zajednice za ugljen i čelik koju čine neovisno imenovani članovi, Zajednička skupština u koju ulaze zastupnici nacionalnih parlamenata, Specijalno vijeće kojeg čine ministri država članica i Sud pravde. Ta su tijela danas postala osnovne institucije Europske unije: Europska komisija, Europski parlament, Europsko vijeće i Europski sud.
EZUČ je bila temelj kasnijim zajednicama uspostavljenih potpisivanjem Rimskih ugovora 1957.: Europskoj ekonomskoj zajednici i Europskoj zajednici za atomsku energiju, s kojima je dijelila svoje članstvo i neke institucije. Ugovorom o spajanju potpisanim u Bruxellesu 1967., sve institucije EZUČ-a spojile su se u Europsku ekonomsku zajednicu, ali je EZUČ zadržala svoju neovisnu pravnu osobnost. Godine 2002. Pariški ugovor je istekao, EZUČ prestala postojati u bilo kojem obliku, a njene je aktivnosti u potpunosti preuzela Europska unija u okviru Amsterdamskog ugovora i Ugovora iz Nice.

## Povijest
Kao francuski premijer i ministar vanjskih poslova, Schuman je odigrao značajnu ulogu u odvraćanju francuske vanjske politike od gaulističke doktrine stalne okupacije ili kontrole dijelova njemačkog teritorija, poput Ruhra ili Saara. Unatoč oštrom protivljenju ultranacionalista, gaulista i komunista, francuska skupština izglasala je brojne rezolucije u korist Schumanove nove politike integracije Njemačke u zajednicu što je kao posljedicu promijenilo ulogu Međunarodne uprave za Ruhr.

### Schumanova deklaracija
Schumanova deklaracija od 9. svibnja 1950. (koju su Europske zajednice 1985. proglasile "Danom Europe ") uslijedila je nakon dva sastanka Vlade, od tada je prijedlog postao službena politika francuske vlade. Francuska je tako bila prva vlada koja je pristala predati dio suvereniteta jednoj nadnacionalnoj zajednici. Ta se odluka temeljila na tekstu, koji je napisao i uredio Schumanov prijatelj i kolega, pravnik u francuskom Ministarstvu vanjskih poslova, Paul Reuter uz pomoć ekonomista Jeana Monneta i Schumanovog ravnatelja kabineta, Bernarda Clappiera. On je iznio plan za formiranje Europske zajednice koja će ujediniti proizvodnju i tržište ugljena i čelika zemalja članica i stvoriti prvo europsko zajedničko tržište.
Schuman je predložio da se "francusko-njemačka proizvodnja ugljena i čelika u cjelini stavi pod kontrolu zajedničkog visokog tijela, u okviru organizacije otvorene pridruživanju drugih zemalja Europe". Takav čin imao je cilj potaknuti ekonomski rast i učvrstiti mir između povijesnih neprijatelja Francuske i Njemačke. Ugljen i čelik bili su vitalni resursi potrebni svakoj zemlji za vođenje rata, pa je udruživanje tih resursa između dva takva neprijatelja bilo mnogo više od puke simbolike.
Ovu odluku francuske vlade Schuman je vidio kao prvi primjer stvaranja demokratske nadnacionalne zajednice, novi razvojni korak u svjetskoj povijesti.
Schumanova deklaracija koja je stvorila EZUČ imala je više ciljeva:
- Rođenje ujedinjene Europe.
- Onemogućavanje rata između država članica.
- Razvoj mira u svijetu.
- Preobraženje Europe u procesu "korak po korak" (izgradnjom kroz sektorske nadnacionalne zajednice), koje bi u konačnici dovelo do demokratskog ujedinjenja Europe, ujedinivši dva politička bloka razdvojena željeznom zavjesom.
- Stvaranje prve svjetske nadnacionalne institucije.
- Stvaranje prve svjetske međunarodne agencije za borbu protiv kartela.
- Stvaranje zajedničkog tržišta među zemljama članicama.
- Revitalizacija čitavog europskog gospodarstva sličnim procesima unutar zajednice, počevši od sektora ugljena i čelika.
- Razvoj svjetskog gospodarstva i gospodarstva zemalja u razvoju, poput onih u Africi.[7]

Prva je namjera bila spriječiti budući rat između Francuske i Njemačke i drugih država neutraliziranjem temeljnog uzroka rata. Europska zajednica za ugljen i čelik je prvenstveno zamišljena s francuskim i njemačkim odnosima na umu: „Okupljanje europskih nacija zahtijeva uklanjanje vjekovne suprotnosti Francuske i Njemačke. Sve poduzete radnje moraju se prije svega odnositi na ove dvije zemlje." Budući da su industrija ugljena i čelika ključna za ratno gospodarstvo (proizvodnja oružja i streljiva), Schuman je vjerovao da bi ujedinjavanjem ove dvije industrije u Francuskoj i Njemačkoj pod inovativnim nadnacionalnim sustavom koji je uključivao i europsku agenciju za borbu protiv kartela, „rat postao ne samo nezamisliv nego i materijalno nemoguć". Schuman je imao još jedan cilj: "S povećanim resursima na raspolaganju, Europa će moći nastaviti ostvarivanje jedne od svojih bitnih zadaća: razvoj afričkog kontinenta." Industrijski karteli nastojali su nametnuti "restriktivne prakse" na nacionalnim tržištima, dok bi EZUČ osigurala povećanje proizvodnje neophodne za francuskee ambicije u Africi.

### Politički pritisci
U Zapadnoj Njemačkoj Schuman je njegovao bliske odnose s novom generacijom poslijeratnih demokratskih političara. Karl Arnold je bio predsjednik Sjeverne Rajne-Vestfalije, države u kojoj se nalazi Ruhr i koja nosi većinu proizvodnje ugljena i čelika i u početku je bio glasnogovornik njemačkog ministarstva vanjskih poslova. Održao je niz govora zalažući se za nadnacionalnu zajednicu ugljena i čelika u isto vrijeme kada je Robert Schuman 1948. i 1949. predložio formiranje te zajednice. Socijaldemokratska stranka Njemačke (SPD) na čelu s Kurtom Schumacherom odlučila je usprotiviti se Schumanovom planu unatoč podršci sindikata i drugih socijalista u Europi. Osim njegovog osobnog nepovjerenja naspram Francuske, protivljenja kapitalizmu i protivljenja Konradu Adenaueru, Schumacher je tvrdio da bi usredotočenost na integraciju u "malu Europu šest zemalja" nadjačala glavni cilj SPD-a, a to je ponovno ujedinjenje Njemačke, te bi osnažila ultranacionalističke i komunističke pokrete u demokratskim zemljama. Također je mislio da će EZUČ okončati svaku nadu u nacionalizaciju industrije čelika i zacementirati stanje Europe kao prostora "kartela, klerika i konzervativaca". Mlađi članovi stranke poput Carla Schmida bili su, međutim, skloni stvaranju takve zajednice i ukazali su na dugu socijalističku tradiciju podrške nadnacionalnim integracijama.
U Francuskoj je Schuman dobio snažnu političku i intelektualnu podršku svih dijelova nacije i mnogih nekomunističkih stranaka. Među njima su se istaknuli ministar Andre Philip, predsjednik Odbora za vanjske odnose, Edouard Bonnefous i bivši premijer Paul Reynaud. Planovi za stvaranje nadnacionalnog autoriteta za ugljen i čelik i druge nadnacionalne zajednice formulirani su u specijaliziranim pododborima Vijeća Europe u razdoblju prije nego što je to postala politika francuske vlade. Charles de Gaulle, koji tada nije bio na vlasti, bio je rani pobornik "veza" između gospodarstava pod francuskim uvjetima, a  1945. je govorio o stvaranju "europske konfederacije" koja će iskoristiti resurse Ruhra. Međutim, usprotivio se EZUČ-u kao lažnom udruživanju ("le pool, ce faux semblant") jer ga je smatrao nezadovoljavajućim "komadnim pristupom" europskom jedinstvu i zato što je smatrao da je francuska vlada "preslaba" da bi dominirala EZUČ-om onako kako je on smatrao ispravnim. De Gaulle je također smatrao da EZUČ nema dovoljno nadnacionalnih ovlasti, jer Skupština nije ratificirana na europskom referendumu, te nije prihvatio tvrdnju Raymonda Arona da je EZUČ zamišljen kao pomak od dominacije Sjedinjenih Američkih Država. Stoga su de Gaulle i njegovi sljedbenici glasali protiv ratifikacije u donjem domu francuskog parlamenta.
Unatoč tim napadima i i napada s ekstremne ljevice, EZUČ je naišao na značajnu podršku javnosti i utemeljen je 1951. godine. Zajednica za ugljen i čelik je dobila značajnu većinu glasova u svih jedanaest domova parlamenata šestorke, te podršku udruga i europskog javnog mnijenja. Godine 1950. mnogi su mislili da je novi rat neizbježan. Međutim, ekonomski interesi tržišta čelika i ugljena bili su snažno protiv mogućih novih sukoba. Vijeće Europe, stvoreno prijedlogom prve Schumanove vlade u svibnju 1948., pridonijelo je u artikuliranju želja europskog javnog mnijenja i dalo ideji Zajednice pozitivnu podršku.
Britanski premijer Clement Attlee usprotivio se pridruživanju Ujedinjenog Kraljevstva predloženoj Europskoj zajednici za ugljen i čelik, rekavši da "ne bi prihvatio da se [britansko] gospodarstvo preda u ruke vlasti koja je krajnje nedemokratska i nikome nije odgovorna".

### Ugovori
Pariški ugovor od 100 članaka, kojim je uspostavljena Europska zajednica za ugljen i čelik potpisala je 18. travnja 1951. tzv. "unutarnja šestorka": Francuska, Zapadna Njemačka, Italija, Belgija, Nizozemska i Luksemburg (Benelux). EZUČ je bila prva međunarodna organizacija koja se temeljila na nadnacionalnim načelima, a uspostavom zajedničkog tržišta ugljena i čelika namjeravala je ojačati gospodarstva, povećati zaposlenost i podići životni standard u Zajednici. Tržište je također namjeravalo postupno racionalizirati raspodjelu proizvodnje na visokoj razini, istovremeno osiguravajući stabilnost i zaposlenost. Zajedničko tržište ugljena otvoreno je 10. veljače 1953., a čelika 1. svibnja 1953. Nakon stupanja na snagu, EZUČ je postupno zamijenio Međunarodnu upravu za Ruhr.
Dana 11. kolovoza 1952. Sjedinjene Američke Države bile su prva država koje nije članica EZUČ-a koje je priznala Zajednicu i i njihove vlasti su izjavile da će se od sada obraćati EZUČ-u glede pitanja politike ugljena i čelika, te su otvorili svoje izaslanstvo u Bruxellesu. Monnet je odgovorio odabirom Washingtona kao mjesta prvog vanjskog predstavništva EZUČ-a. Naslov prvog biltena izaslanstva glasio je "Ka federalnoj vladi Europe".
Šest godina nakon Pariškog ugovora, šest članica EZUČ-a potpisalo je Rimske ugovore, čime je stvorena Europska ekonomska zajednica (EEZ) i Europska zajednica za atomsku energiju (EAEC ili Euratom). Te su se zajednice temeljile, s nekim prilagodbama, na EZUČ-u. Rimski ugovori trebali su biti na snazi neograničeno dugo, za razliku od Pariškog ugovora, koji je trebao isteći nakon pedeset godina. Ove dvije nove zajednice radile su na stvaranju carinske unije, odnosno zajednice nuklearne energije. Potpisivanje Rimskih ugovora požurivano je neposredno prije nego što su de Gaulleu dodijeljene specijalne ovlasti proglašenjem Pete republike.  Unatoč njegovim nastojanjima da umrtvi novoformiranu zajednicu, njene su se ovlasti i utjecaj brzo proširili, a EEZ je postala najvažniji alat za političko ujedinjenje zasjenjujući samu EZUČ.

### Spajanje i istek roka valjanosti
Europska zajednica za ugljen i čelik, Europska ekonomska zajednica i Euratom su zasebne pravne osobe,  u početku su imali Zajedničku skupštinu i i zajednički Europski sud pravde, ali su vijeća i visoka tijela/komisije ostali odvojeni. Kako bi se izbjeglo postojanje dvostrukih institucija, Ugovorom o spajanju EZUČ i Euratom spojeni su s Europskom ekonomskom zajednicom (EEZ). EEZ će kasnije postati jedna od tri stupa današnje Europske unije.
Pariški ugovor često se mijenjao kako su se Europska zajednica i Europska unija razvijale i širile. Pošto je rok valjanosti ugovora isticao 2002., početkom 1990-ih započela je rasprava o njegovoj sudbini. Na kraju je odlučeno da ugovor istekne bez ikakvih promjena. Područja obuhvaćena Ugovorom o EZUČ-u prenesena su u Rimski ugovor, a financijski ciljevi i fond EZUČ-a definirani su protokolom Ugovora iz Nice. Ugovor je konačno istekao 23. srpnja 2002. Tog je dana zastava EZUČ-a posljednji put spuštena ispred zgrade Europske komisije u Bruxellesu i zamijenjena zastavom EU-a.

## Institucije
Institucije Europske zajednice za ugljen i čelik bile su Visoko tijelo EZUČ-a, Zajednička skupština, Posebno vijeće ministara i Sud pravde. Uz Visoko tijelo uspostavljen je i Savjetodavni odbor, kao peta institucija koja predstavlja građanstvo. Bio je to prvi slučaj formalne zastupljenosti potrošača u jednoj instituciji u povijesti. Te su institucije 1967. spojene s institucijama Europske ekonomske zajednice koja je tada upravljala EZUČ-om, osim Savjetodavnog odbora koji je nastavio biti neovisan do isteka Pariškog ugovora 2002.
U Ugovoru je navedeno da će se o sjedištu institucija odlučivati zajedničkim dogovorom članova, no to je pitanje izazvalo žestoke sukobe. Kao privremeni kompromis, institucije su privremeno bile smještene u gradu Luxembourgu, unatoč tome što je Skupština imala sjedište u Strasbourgu.

### Visoko tijelo
Visoko tijelo Europske zajednice za ugljen i čelik (preteča Europske komisije) bilo je devetočlano izvršno tijelo koje je upravljalo Zajednicom. Činilo ga je devet članova sa šestogodišnjim mandatom. Osam članova tijela imenovale su vlade šest država potpisnica, a tih osam članova je potom imenovalo devetu osobu za predsjednika Visokog autoriteta.
Unatoč tome što su imenovane sporazumom nacionalnih vlada, članovi su se obvezali da neće zastupati svoje nacionalne interese, već su polagali prisegu da će braniti opće interese Zajednice u cjelini. Njihovoj neovisnosti pridonijelo je to što je članovima zabranjeno bilo kakvo obnašanje dužnosti izvan nadležnih tijela ili poslovni interesi (plaćeni ili neplaćeni) tijekom njihovog mandata, a ta je zabrana trajala tri godine nakon što su napustili dužnost. Kako bi se dodatno osigurala nepristranost, jedna trećina članstva trebala se obnavljati svake dvije godine (članak 10.).
Glavna novost Visokog tijela bila je njen nadnacionalni karakter. Tijelo je imalo široko područje nadležnosti kako bi osiguralo ispunjenje ciljeva ugovora i nesmetano funkcioniranje zajedničkog tržišta. Imalo je na raspolaganju tri vrste pravnih instrumenata: donošenje odluka koje su bile u potpunosti pravno obvezujuće, donošenje preporuka koje su imale obvezujuće ciljeve, ali su metode izvršenja prepuštene državama članicama, te donošenje mišljenja, koja nisu imala pravnu snagu.
Do spajanja 1967. godine, Tijelo je imalo pet predsjednika i jednog privremenog predsjednika koji je obnašao dužnost posljednjih dana postojanja ove institucije.
| N. | Slika | Predsjednik      | Država    | Početak mandata     | Kraj mandata        | Vrijeme obnašanja dužnosti |
| -- | ----- | ---------------- | --------- | ------------------- | ------------------- | -------------------------- |
| 1  |       | Jean Monnet      | Francuska | 10. kolovoza 1952.  | 3. lipnja 1955.     | 2 godine i 297 dana        |
| 2  |       | René Mayer       | Francuska | 3. lipnja 1955.     | 13. siječnja 1958.  | 2 godine i 224 dana        |
| 3  |       | Paul Finet       | Belgija   | 13. siječnja 1958.  | 15. rujna 1959.     | 1 godina i 245 dana        |
| 4  |       | Piero Malvestiti | Italija   | 15. rujna 1959.     | 22. listopada 1963. | 4 godine i 37 dana         |
| 5  |       | Rinaldo del Bo   | Italija   | 22. listopada 1963. | 8. ožujka 1967.     | 3 godine i 137 dana        |
| 6  |       | Albert Coppé     | Belgija   | 1. ožujka 1967.     | 5. srpnja 1967.     | 126 dana                   |

### Druge institucije
Zajedničku skupštinu (preteču sadašnjeg Europskog parlamenta) činilo je 78 zastupnika i imala je nadzornu funkciju nad izvršnim Visokim tijelom. Predstavnici Zajedničke skupštine bili su parlamentarni zastupnici koje su njihovi nacionalni parlamenti svake godine slali kao delegate u Skupštinu ili izravno birali "općim pravom glasa" (članak 21.). U praksi su zastupnike slali nacionalni parlamenti, pošto nije bilo mogućnosti izravnog izbora do održavanja prvih izravnih izbora 1979., jer je prema Rimskim ugovorima najprije trebalo doći do dogovora u Europskom vijeću oko izbornog sustava. Međutim, kako bi se naglasilo da Vijeće nije tradicionalna međunarodna organizacija sačinjena od predstavnika nacionalnih vlada, u Pariškom ugovoru se navodi izraz "predstavnici naroda". Skupština izvorno nije bila navedena u Schumanovom planu jer se nadalo da će Zajednica koristiti institucije (Skupština, Sud) Vijeća Europe. Kad je to postalo nemoguće zbog britanskih prigovora, morale su se stvoriti zasebne institucije. Skupština je bila zamišljena kao demokratska protuteža Visokom tijelu, kao savjetodavna institucija, ali i s moći otpuštanja Visokog tijela u slučaju nesposobnosti, nepravde, korupcije ili prijevare. Prvi predsjednik Zajedničke skupštine bio je Paul-Henri Spaak.
Posebno vijeće ministara (preteča sadašnjeg Vijeća Europske unije) činili su predstavnici nacionalnih vlada. Svaka je država predsjedavala u razdoblju od tri mjeseca, putem sustava rotirajućih pozicija koje su se izmjenjivale abecednim redom. Jedan od njegovih ključnih aspekata bilo je usklađivanje rada Visokog tijela i rada nacionalnih vlada, koje su još uvijek bile odgovorne za opće ekonomske politike vlastitih država. Vijeće je također moralo dati mišljenje o određenim područjima rada Visokog tijela. Pitanja koja se odnose samo na ugljen i čelik bila su u isključivoj domeni Visokog tijela, pa je u tim područjima Vijeće (za razliku od modernog Vijeća) moglo djelovati samo kao nadzor nad tijelom. Međutim, za područja izvan ugljena i čelika bila je potrebna suglasnost Vijeća.
Sud pravde trebao je osigurati poštovanje zakona unutar EZUČ-a što je podrazumijevalo tumačenje i primjenu Ugovora. Sud se činilo sedam sudaca koje su nacionalne vlade imenovale na šest godina zajedničkim dogovorom. Nije bilo zahtjeva da suci moraju biti određene nacionalnosti, bilo je dovoljno da su kvalificirani i da njihova neovisnost nije sumnjiva. Sudu su asistirala i dva opća pravobranitelja.
Savjetodavni odbor (sličan sadašnjem Ekonomskom i socijalnom odboru) imao je između 30 i 50 članova podjednako podijeljenih među predstavnicima proizvođača, radnika, potrošača i trgovaca u sektoru ugljena i čelika. Ni u ovom tijelu nije bilo nacionalnih kvota, a po ugovoru su predstavnici europskih udruga morali organizirati vlastite postupke demokratskih izbora. Trebali su uspostaviti pravila kako bi njihovo članstvo bilo potpuno reprezentativno za demokratsko organizirano civilno društvo. Članovi su imenovani na dvije godine i nisu bili vezani nikakvim mandatom ili uputama organizacija koje su ih imenovale. Odbor je imao plenarnu skupštinu, ured i predsjednika. Potrebne demokratske procedure uglavnom nisu uvedene, a imenovanje ovih članova ostalo je u rukama nacionalnih ministara. Visoko tijelo imalo je obvezu konzultirati Odbor u određenim slučajevima gdje je to primjereno i obavještavati ga. Savjetodavni odbor ostao je odvojen i nakon spajanja drugih institucija do 2002., kada je Ugovor istekao i njegove je dužnosti preuzeo Ekonomsko-socijalni odbor (ESC). Unatoč neovisnosti, Odbor je surađivao s ESC-om kada bi se morali konzultirali oko istog pitanja.

## Postignuća i neuspjesi
Prema Pariškom ugovoru (članak 2.), misija Europske zajednice za ugljen i čelik bila je dosta općenita: "pridonijeti širenju gospodarstva, razvoju zapošljavanja i poboljšanju životnog standarda" svojih građana. Zajednica je imala samo djelomičan utjecaj na samu proizvodnju ugljena i čelika, koja je bila više pod utjecajem globalnih trendova. Trgovina među članicama se ipak znatno povećala (čak deset puta za čelik) što je dovelo do znatne uštede državama članicama koje nisu više morale uvoziti resurse iz Sjedinjenih Američkih Država. Visoko tijelo je industriji osiguralo 280 kreditnih linija za modernizaciju pogona što je omogućilo industriji da poveća proizvodnju i smanji troškove. Troškovi su dodatno smanjeni ukidanjem carina među državama članicama.
Među najvećim postignućima EZUČ-a su poboljšanja u pitanjima socijalne skrbi. Primjerice, neki bi rudnici očito bili neodrživi bez državnih potpora. Dio rudarskih obitelji imao je izuzetno loše stambene uvjete. Tijekom 15 godina, institucije EZUČ-a financirale su izgradnju 112 500 stanova za radnike u rudarstvu plaćajući 1 770 USD po stanu, što je radnicima omogućilo da riješe stambeno pitanje kakvo si inače ne bi mogli priuštiti. EZUČ je također platio polovicu troškova prekvalifikacije onih radnika koji su izgubili posao nakon zatvaranja nekih postrojenja za proizvodnju ugljena i čelika. U kombinaciji s regionalnom pomoći za obnovu, EZUČ je potrošio 150 milijuna američkih dolara za stvaranje oko 100 000 novih radnih mjesta, od kojih je trećina bila rezervirana za nezaposlene radnike iz sektora ugljena i čelika. Mehanizmi socijalne skrbi koje je osmislila EZUČ proširili su se i na radnike izvan sektora ugljena i čelika.
Daleko važnije od stvaranja prve europske socijalne i regionalne politike bila je činjenica da je EZUČ omogućila mir u Europi. EZUČ je uvela i prvi nadnacionalni porez na kontinentu, paušalni porez na proizvodnju s maksimalnom stopom od jedan posto. S obzirom na to da zemlje Europske unije sada proživljavaju najduže razdoblje mira u više od sedamdeset godina,  ovaj je porez opisan kao najjeftiniji porez za održanje mira u povijesti. Izbjegnut je još jedan svjetski rat ili, kako je Schuman ovu prijetnju nazvao 1949. godine, još jedno "svjetsko samoubojstvo". U listopadu 1953. Schuman je izjavio da je zahvaljujući EZUČ-u mogućnost novog europskog rata eliminirana i da je među državama članicama prevladao razum.
Europska zajednica za ugljen i čelik, međutim, nije uspjela postići nekoliko temeljnih ciljeva Pariškog ugovora. Nadalo se da će EZUČ spriječiti ponovni nastanak velikih kartela ugljena i čelika poput Konzernea, koji je pomogao Adolfu Hitleru da dođe na vlast. U beskrajnim kompromisima Hladnog rata ponovno su se pojavili karteli i velika poduzeća, što je dovelo do očitog namještanja cijena. S demokratskim nadzornim sustavom, najgori aspekti zloupotrebe iz prošlosti izbjegnuti su ovlastima Uprave za borbu protiv kartela, prve međunarodne agencije za borbu protiv kartela u svijetu. Učinkovitim tvrtkama dopušteno je širenje na europsko tržište ali bez nedopuštenog stvaranja dominantnog položaja na tržištu. Nafta, plin i električna energija polako su postali prirodni konkurenti ugljenu, što je također bitno umanjilo moć kartela. Prelaskom na naftu kao osnovni energent, Zajednica nije definirala odgovarajuću energetsku politiku. U vrijeme visoke inflacije i monetarne nestabilnosti, EZUČ nije uspjela osigurati prilagodbu plaća radnika inflacijskim trendovima.
Smatra se da su najveća postignuća Europske zajednice za ugljen i čelik njeni revolucionarni demokratski koncepti nadnacionalne zajednice.

## Vanjske poveznice
| Portal:Europa | Portal:Europa |

- Dokumenti Europske zajednice za ugljen i čelik dostupni su u Povijesnom arhivu EU u Firenci, pristupljeno 16. kolovoza 2021.
- Ugovor o osnivanju Europske zajednice za ugljen i čelik, Centre Virtuel de la Connaissance sur l'Europe (CVCE), pristupljeno 16. kolovoza 2021.
- Institucije Europske zajednice za ugljen i čelik, Centre Virtuel de la Connaissance sur l'Europe (CVCE), pristupljeno 16. kolovoza 2021.